# Freya Anderson
Freya Anderson (ur. 4 marca 2001 w Birkenhead) – angielska pływaczka specjalizująca się w stylu dowolnym, wielokrotna mistrzyni Europy, brązowa medalistka mistrzostw świata i złota medalistka igrzysk Wspólnoty Narodów w sztafetach.

## Kariera
W 2017 roku na mistrzostwach świata w Budapeszcie w konkurencji 100 m stylem dowolnym zajęła 12. miejsce z czasem 53,91 s. Na dystansie dwukrotnie krótszym uplasowała się na 32. pozycji (25,68 s). Płynęła także w sztafecie 4 × 100 m stylem zmiennym, która w finale była siódma.
Rok później, w kwietniu reprezentowała Anglię podczas igrzysk Wspólnoty Narodów w Gold Coast i zdobyła brązowe medale w sztafetach 4 × 100 i 4 × 200 m stylem dowolnym. Na dystansie 100 m stylem dowolnym była dziewiąta, uzyskawszy czas 55,28 s.
W sierpniu tego samego roku na mistrzostwach Europy w Glasgow wywalczyła złoto w sztafecie kobiecej 4 × 200 m stylem dowolnym i mieszanej 4 × 100 m stylem zmiennym. W tej ostatniej wraz z Georgią Davies, Adamem Peaty'm Jamesem Guyem ustanowiła nowy rekord Europy (3:40,18 min). Anderson zdobyła także brązowy medal, płynąc w sztafecie mieszanej 4 × 200 m stylem dowolnym.